# غزنرة غلوكسينية
غزنرة غلوكسينية (الاسم العلمي:Gesneria gloxinioides) هي نوع من النباتات تتبع جنس الغزنرة من الفصيلة الغزنرية.